# René Pieper
René Pieper (Eindhoven, 17 december 1955) is een Nederlands componist.

## Levensloop
Pieper studeerde aan de Pedagogische Academie te Eindhoven. Tegen het einde van de opleiding kwam hij met de klassieke muziek in aanraking. Na zijn einddiploma volgde een autodidactische studie voor compositie. Hij werd bekend met Jean Claessens, toen docent voor theoretische vakken aan het toenmalige Brabants Conservatorium te Tilburg. Deze bracht hem in contact met Jan van Dijk, componist en theorieleraar, eveneens aan het Brabants Conservatorium. Vervolgens studeerde hij Compositie aan het Brabants Conservatorium. Na de pensionering van Jan van Dijk volgde hij compositielessen bij Frederik Devreese. In 1985 voltooide hij zijn opleiding; bij die gelegenheid werd tijdens een Laureatenconcert zijn Saxofoonconcert voor het eerst uitgevoerd.

## Composities

### Werken voor orkest
- 1985 Concerto, voor altsaxofoon en orkest

### Werken voor harmonieorkest
- 1985 Obsessive movements
- 1988 Full Circle

### Werken voor koor
- 1986 Achterberg liederen, voor gemengd koor en blaaskwintet
- 1987-1988 Dying roses, voor gemengd koor, hobo, 2 trompetten, orgel en slagwerk
- 2013 Requiem, voor gemengd koor, vibrafoon, marimba en pauken

### Vocale muziek
- 1982 Fünf japanische Gedichte, voor sopraan en kamerorkest
- 1984 The earth and the rose, drie liederen op Engelse gedichten voor sopraan en 10 instrumenten (fluit (tevens piccolo), hobo (tevens althobo), klarinet, fagot, hoorn, piano, viool, altviool, cello en contrabas)

### Kamermuziek
- 1984 Chanson interrompue, voor saxofoonkwartet

### Werken voor beiaard
- 1983 Air (I) (opgedragen aan Arie Abbenes stadsbeiaardier van Tilburg)
- 1987 Air II
- Annonce du Printemps

### Werken voor gitaar
- 1986 Divertimento, voor gitaarkwartet